# 원고지

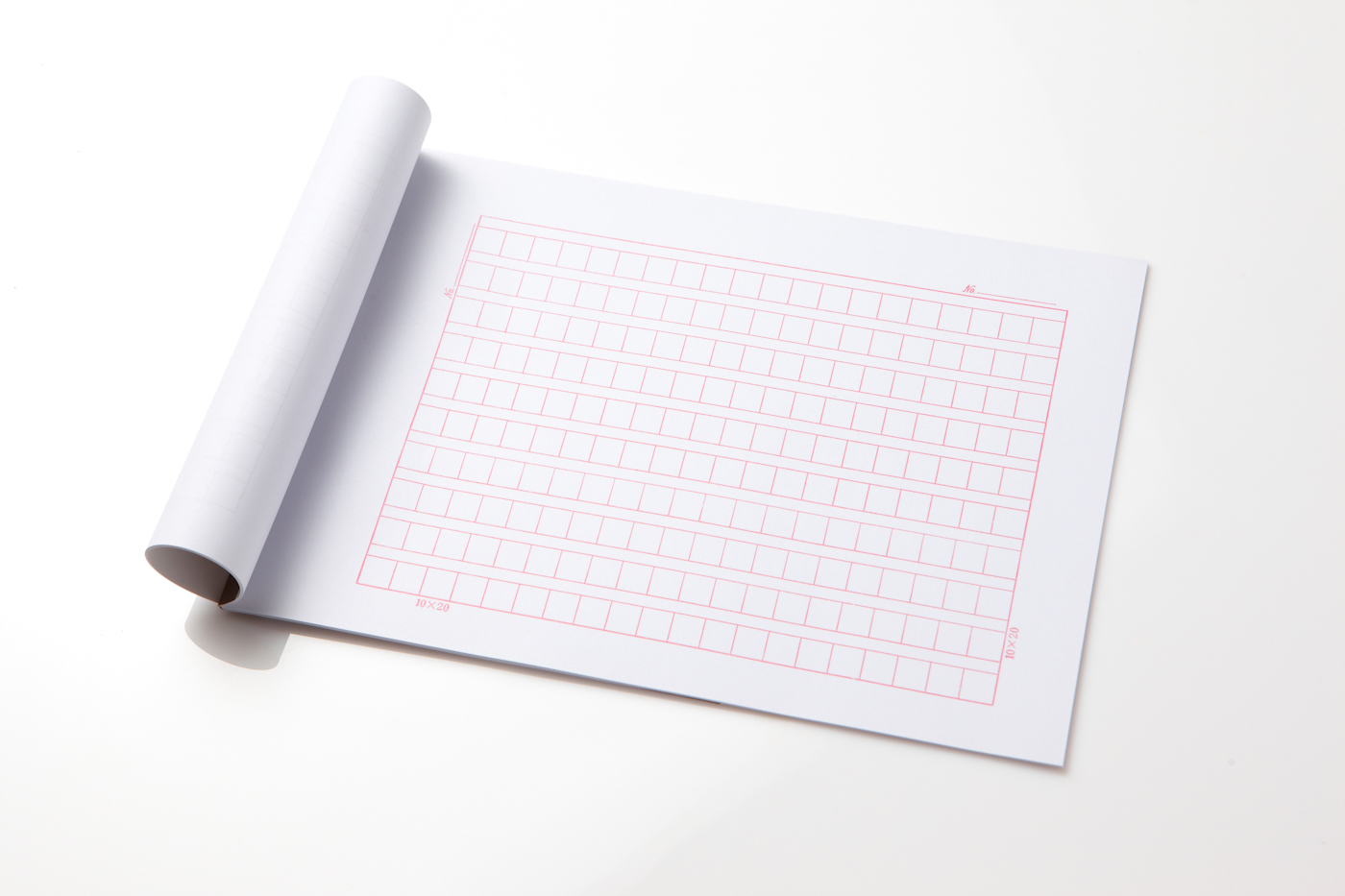
200자 원고지

원고지(原稿紙)는 보통 20자 1행으로 10행짜리와 20행짜리의 두 가지 종류가 많이 쓰인다.

## 사용법
각각 200자 원고지, 400자 원고지라고 부른다. 이 밖에도 신문사에서 흔히 사용하는 150자(15자×10행) 원고지도 있고, 사전 편집이나 특수 목적에 의해 만들어진 원고지도 있다.
그러나 별도의 지정이 없는 한 200자 원고지를 사용하는 게 보통이며, 그것이 한 단위가 되고 있다. 원고는 글쓴이 이외에도 많은 사람의 손을 거쳐 인쇄되는 것이므로, 쉽게 알아볼 수 있도록 깨끗이 정확하게 쓴다. 아무리 좋은 내용의 글이라도 남이 알아보기 어렵게 씌어 있다면, 작업상의 능률만이 아니라 글의 효과도 기대할 수 없다는 사실을 유의해야 한다.

## 제목과 이름
글의 제목과 글쓴이의 이름은 위아래에 각각 1행 정도 비워서 쓴다. 제2행에 제목, 제3행이나 제4행에 글쓴이의 이름을 쓰고, 제4행이나 제5행을 비우고, 그 뒤부터 본문을 쓰기 시작하면 된다. 제목은 행의 중간쯤에 놓이도록 쓰는 것이 보통이고, 이름은 오른쪽에 치우치게 배치하되 맨끝의 한두 칸쯤을 비워 두도록 한다.
원고의 전체적인 짜임새를 생각해서 행간의 폭을 넓게 잡을 수도 있고, 또 필요에 따라서는 제목과 이름이 한 장을 다 차지하도록 할 수도 있다. 

## 띄어쓰기와 줄바꾸기
문장이 여러 개의 장이나 절로 구분되어 있는 경우에는, 이를 표시하기 위하여 위아래로 한두 행을 비우는 것이 좋다.
인용문의 위와 아래, 또는 문맥상 큰 단락을 지을 필요가 있을 때에도 한 행 정도 비워 놓는다. 글이 시작될 경우에는 반드시 첫 칸을 비우고, 둘째 칸부터 써야 한다. 첫 칸을 비우는 것은 글이 시작된 곳임을 나타내기 위한 약속이다.
그러므로 문단의 첫머리가 아닌 경우에는 절대로 첫 칸을 비워서는 안 된다. 한 칸에 한 글자씩 쓴다. 다만, 영어의 알파벳이나 숫자 등은 한 칸에 두 자씩 쓴다. 장과 절로 나뉘거나, 대화와 인용문이 길어서 약 60자 이상 되거나, 인쇄했을 경우 2행 이상의 분량이 되는 것은 인용 부호를 쓰지 않고 위아래에 한 행씩 비우고 쓰되, 인용 부분 전체를 다른 부분보다 오른편으로 한 칸을 들여 쓰도록 한다.
그러나 이보다 짧은 인용일 때는 인용문에 인용 부호만 하고 행을 바꾸거나 위아래 행을 비우지 않는다. 띄어쓰기에서 행의 맨 끝에 비워야 할 칸이 없을 때에는 띄는 표(∨)를 하여 띄어야 할 곳임을 표시해 놓고, 그 다음 행의 첫 칸은 비우지 않는다. 행의 첫 칸을 비우면 문단의 첫머리나 인용 부분에서 칸을 비운 것과 혼동되기 때문이다. 

## 문장 부호의 사용
각종의 문장 부호는 모두 한 칸에 하나씩 쓰는 것이 원칙이지만, 반점(,)과 온점(.)을 표시할 경우에는 그 다음 칸은 비우지 않는 것이 보통이다.
이들이 찍힐 자리에서 행이 끝나고 다음 행으로 넘어가게 될 경우에는, 행을 바꾸지 말고 마지막 칸에 글자와 함께 표시해 주어야 한다. 행의 첫머리가 반점이나 온점으로 시작되면 오히려 어색하기 때문이다. 인용 부호나 괄호같이 두 부호가 짝을 이루는 것들은 모두 행의 끝에서 시작되거나 첫머리에서 끝막아지는 것을 피하여, 반점이나 온점을 표시하는 방법대로 쓰는 것이 좋다.
그러나 느낌표(!)나 물음표(?)를 표시한 다음에는 한 칸을 비우도록 한다. 이 부호들이 인용 부분 속에 들어가 있는 경우에는 보통 그 문장이 직접 화법으로 되었을 때에만 표시해 주는 것이 원칙이다. 말줄임표는 한 칸에 세 점씩 찍는다. 또한 반점과 온점이 따옴표와 함께 쓰일 때에는 한 칸에 몰아서 쓴다.

## 유명 소설에서의 원고지 장수
- 태백산맥 조정래 소설: 200자 원고지 16,500장
- 도쿠가와 이에야스 야마오카 소하치 소설: 400자 원고지 17,400장
- 토지 박경리 소설: 200자 원고지 31,200장

## 같이 보기
- 초안